# 奥殿陣屋

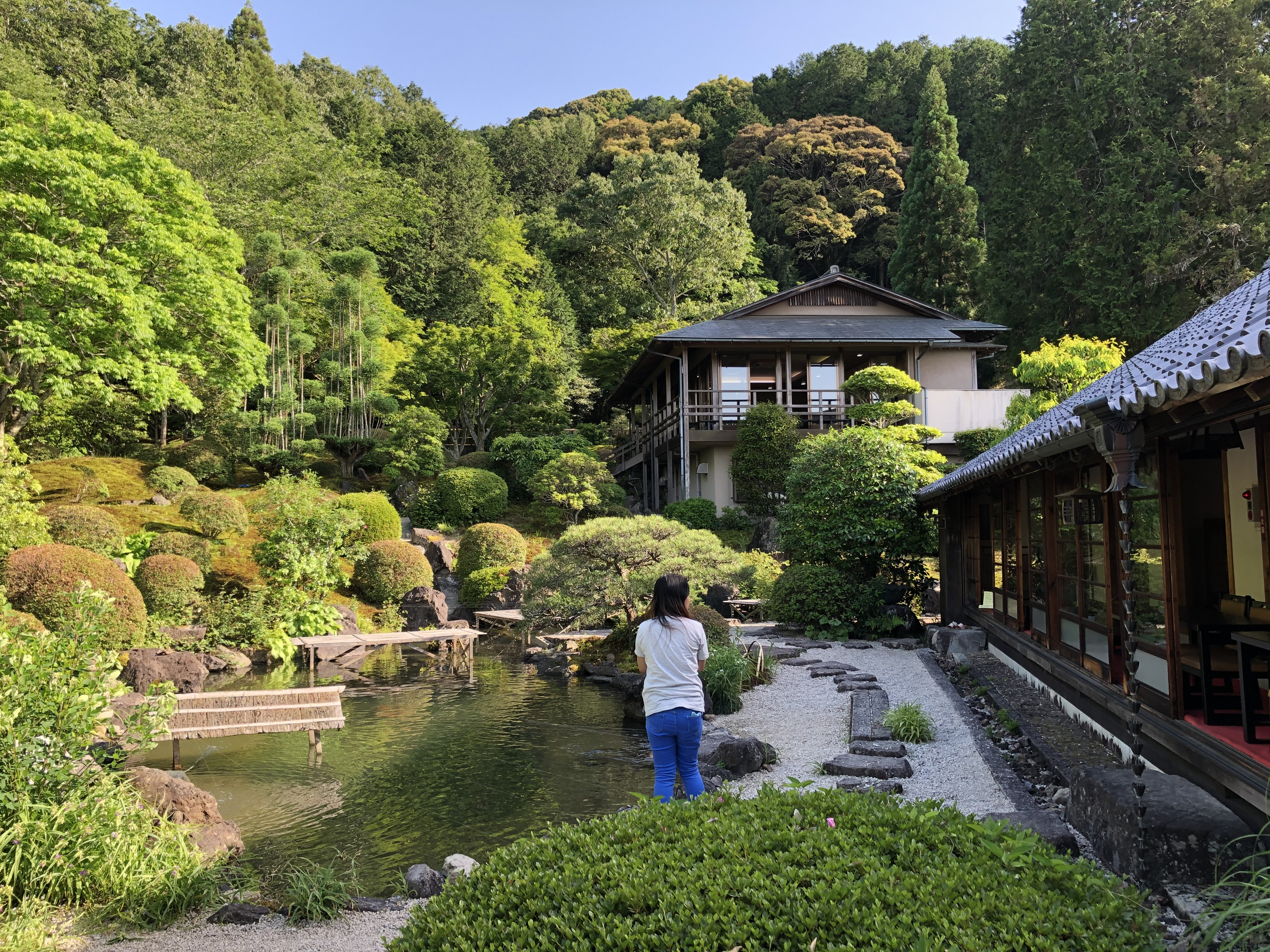
1985年（昭和60年）に再建された奥殿陣屋

奥殿陣屋（おくとのじんや）は、三河国にあった奥殿藩の陣屋、および愛知県岡崎市奥殿町に1985年（昭和60年）に建てられた観光施設。

## 概要
徳川秀忠に仕え、大坂の陣の戦功により3千石を与えられた松平真次が、大給（豊田市）に陣屋を構えたことから奥殿松平家は始まる。第2代乗次のとき1万6千石の大名となり、宝永4年（1707年）に奥殿に陣屋が完成したため第4代乗真が移った。以後文久3年（1863年）に信濃国佐久郡田野口村（長野県佐久市）に龍岡城を築城して藩庁を移すまで奥殿藩の中心となった。なお、藩庁の移転をおこなった最後の藩主松平乗謨（明治維新後に大給恒と改名）は、博愛社（日本赤十字社の前身）の設立に尽力した人物として知られる。
当時は御殿・役所・書院・学問所・厩・馬場などがあったが、廃藩置県後にそれらは移築や取り壊しが行われ、陣屋の跡地（岡崎市奥殿町）はほぼ田畑となった。
近辺の岡崎市桑原町にある曹洞宗の寺院・龍渓院の庫裏になっていた書院が跡地に移築され、1985年（昭和60年）4月20日、「奥殿陣屋」の名でオープンした。
現在は「村積山自然公園」の一部として整備され、書院や日本庭園、食事施設、観光農園などを持つ観光施設となっている。そのほか裏に歴代藩主の墓所や土塁も残されている。
NHKの連続テレビ小説『純情きらり』のロケも行われた。岡崎観光きらり百選に選定されている。

## ギャラリー
- 手前の建物が書院で、奥が金鳳亭
- 書院
- 書院入口
- 奥殿藩藩主廟所
- 同廟所
- バラ園
- 駐車場付近にある花畑

## アクセス

### 公共交通機関
- 名鉄名古屋本線 東岡崎駅から名鉄バス「奥殿陣屋行き」で約30分。
- JR東海道本線 岡崎駅から名鉄バス「奥殿陣屋行き」で約50分。

### 自家用車
- 伊勢湾岸自動車道 豊田東ICから3km（約10分程度）。約100台分の無料駐車場有り。

## 観光情報
- 施設 - 書院・日本庭園・金鳳亭（食事）・各種資料館・バラ園など。
- 料金 - 無料
- 休館日 - 毎週月曜日と、年末年始。但し、月曜日が祝日の場合はその翌日。
- 開館時間 - 9：30 - 16：30
- 住所 - 愛知県岡崎市奥殿町雑谷下10番地